# Briefmarken-Jahrgang 2002 der Bundesrepublik Deutschland
Der Briefmarken-Jahrgang 2002 der Bundesrepublik Deutschland wurde vom Bundesministerium der Finanzen ausgegeben. Die Deutsche Post AG war für den Vertrieb und Verkauf zuständig. Der Jahrgang umfasste 56 einzelne Sondermarken, drei Blockausgaben, fünf selbstklebende Marken, fünf Dauermarken der Serie Sehenswürdigkeiten sowie drei der Frauen der deutschen Geschichte und zwei Automatenmarken. Der Nominalwert für die Sondermarken inklusive Zuschlag betrug 59,89 Euro.
Mit Einführung des Eurobargeldes als gesetzliches Zahlungsmittel am 1. Januar 2002 war das der erste deutsche Briefmarkenjahrgang, der nur noch die neue Währung nannte. Die durch die Währungsunion entstandenen „krummen“ Beträge von 0,56 Euro für einen Standardbrief innerhalb Deutschlands wurden erst zum 1. Januar 2003 auf 0,55 Euro angepasst (Postkarte von 0,51 auf 0,45 Euro). Ab dem 5. Dezember herausgegebene Briefmarken waren schon an die neuen Tarife angepasst.

## Liste der Ausgaben und Motive
Legende
- Bild: Eine bearbeitete Abbildung der genannten Marke. Das Verhältnis der Größe der Briefmarken zueinander ist in diesem Artikel annähernd maßstabsgerecht dargestellt. Sollten keine Marken abgebildet sein, liegt es daran, dass das Urheberrecht des Künstlers noch nicht erloschen ist.
- Beschreibung: Eine Kurzbeschreibung des Motivs und/oder des Ausgabegrundes. Bei ausgegebenen Serien oder Blocks werden die zusammengehörigen Beschreibungen mit einer Markierung versehen eingerückt.
- Wert: Der Frankaturwert der einzelnen Marke in Eurocent. Ein „+“ bedeutet, dass es sich um eine Zuschlagsmarke handelt (= Frankaturwert + Spende).
- Ausgabedatum: Das Datum des erstmaligen Verkaufs dieser Briefmarke.
- Auflage: Soweit bekannt, wird hier die zum Verkauf angebotene Anzahl dieser Ausgabe angegeben.
- Entwurf: Soweit bekannt, wird hier angegeben, von wem der Entwurf dieser Marke stammt.
- Mi.-Nr.: Diese Briefmarke wird im Michel-Katalog unter der entsprechenden Nummer gelistet.

| Sondermarken                                                       | |                   |                       |               |                               |               |
| Bild                                                               | Beschreibung | Werte in Eurocent | Ausgabe- datum (2002) | Auflage       | Entwurf                       | Mi.-Nr.       |
|                                                                    | Serie: Für den Umweltschutz - Internationales Jahr der Berge                                                                                              | 56+26             | 10. Januar            | 2.130.000     | Günter Gamroth                | 2231          |
|                                                                    | 1000 Jahre Bautzen | 56                | 10. Januar            | 30.872.000    | Peter Steiner, Regina Steiner | 2232          |
|                                                                    | 100. Geburtstag von Hans von Dohnanyi | 56                | 10. Januar            | 22.000.000    | Christof Gassner              | 2233          |
|                                                                    | Einführung des EURO | 56                | 10. Januar            | 52.360.000    | Ernst und Lorli Jünger        | 2234          |
|                                                                    | Kampagne für mehr Toleranz | 56                | 10. Januar            | 23.000.000    | Peter und Regina Steiner      | 2235          |
|                                                                    | Einführung des EURO Selbstklebend aus Rolle | 56                | 10. Januar            | 63.456.000    | Ernst und Lorli Jünger        | 2236          |
|                                                                    | Serie: Für den Sport – Olympische Winterspiele in Salt Lake City - Biathlon                                                                               | 51+26             | 7. Februar            | 3.534.904     | Lutz Menze                    | MH 47 2237    |
|                                                                    | - Eisschnelllauf | 56+26             | 7. Februar            | 3.394.904     | Lutz Menze                    | 2238          |
|                                                                    | - Skispringen | 56+26             | 7. Februar            | 3.394.904     | Lutz Menze                    | 2239          |
|                                                                    | - Rodeln | 153+51            | 7. Februar            | 3.304.904     | Lutz Menze                    | 2240          |
|                                                                    | 250. Geburtstag von Adolph Freiherr Knigge | 56                | 7. Februar            | 30.000.000    | Peter Nitzsche                | 2241          |
|                                                                    | 100 Jahre Berliner U-Bahn | 56                | 7. Februar            | 50.000.000    | Ingo Wulff                    | 2242          |
|                                                                    | Serie: Kulturstiftung der Länder - Rechenmaschine von Johann Christoph Schuster                                                                           | 56                | 7. März               | 30.170.000    | Fritz Lüdtke                  | 2243          |
|                                                                    | 1000 Jahre Deggendorf | 56                | 7. März               | 30.000.000    | Werner Hans Schmidt           | 2244          |
|                                                                    | 1000 Jahre Bautzen selbstklebend aus Markenheftchen | 56                | 7. März               | 57.150.000    | Peter und Regina Steiner      | 2245 MH 48    |
|                                                                    | 150 Jahre Stiftung Ecksberg für geistig Behinderte | 56                | 4. April              | 30.000.000    | Lutz Menze                    | 2246          |
|                                                                    | 100 Jahre Deutsches Freimaurermuseum, Bayreuth | 56                | 4. April              | 30.000.000    | Paul Effert                   | 2247          |
|                                                                    | 50 Jahre Baden-Württemberg | 56                | 4. April              | 50.100.000    | Angela Kühn                   | 2248          |
|                                                                    | 50 Jahre Bundesanstalt für Arbeit | 153               | 4. April              | 50.000.000    | Fritz Lüdtke                  | 2249          |
|                                                                    | Serie: Post! | 56                | 4. April              | 61.165.000    | Grit Fiedler                  | 2250          |
|                                                                    | 250. Geburtstag von Johann Heinrich Voß Selbstklebend aus Rollen – In gleicher Zeichnung auch 2001 herausgegeben                                          | 153 300 Pfennig   | 4. April              | 39.818.000    | Hilmar Zill                   | 2251          |
|                                                                    | Serie: Europa - Zirkus | 56                | 2. Mai                | 130.000.000   | Detlef Glinski                | 2252          |
|                                                                    | Serie: Weltkulturerbe der UNESCO - Gartenreich Dessau-Wörlitz (Schloss Wörlitz und Wörlitzer See)                                                         | 56                | 2. Mai                | 50.000.000    | Hannelore Heise               | 2253          |
|                                                                    | 500 Jahre Universität Halle-Wittenberg | 56                | 2. Mai                | 30.000.000    | Lutz Menze                    | 2254          |
|                                                                    | 250. Geburtstag von Albrecht Daniel Thaer | 225               | 2. Mai                | 21.628.000    | Gerhard Lienemeyer            | 2255          |
|                                                                    | 150 Jahre Kindergottesdienst | 56                | 2. Mai                | 30.000.000    | Angela Kühn                   | 2256          |
|                                                                    | Briefmarkenblock – 11. documenta | 56                | 2. Mai                | 6.600.000     | Peter und Regina Steiner      | Block 58 2257 |
|                                                                    | Fußballweltmeister im 20. Jahrhundert - Flaggen der Weltmeisterländer                                                                                     | 56                | 2. Mai                | 40.000.000    | Andrea Acker                  | 2258          |
|                                                                    | - Spielszene mit deutschem Nationalspieler Gemeinschaftsausgabe mit Argentinien, Brasilien, Frankreich, Italien und Uruguay                               | 56                | 2. Mai                | 40.000.000    | Andrea Acker                  | 2259          |
|                                                                    | Serie: Für die Jugend – Kinderspielzeug - Brettspiel | 51+26             | 6. Juni               | 1.770.000     | Harry Scheuner                | 2260          |
|                                                                    | - Holzspielzeug | 51+26             | 6. Juni               | 1.760.000     | Harry Scheuner                | 2261          |
|                                                                    | - Puppe | 56+26             | 6. Juni               | 1.780.000     | Harry Scheuner                | 2262          |
|                                                                    | - Teddybär | 56+26             | 6. Juni               | 1.850.000     | Harry Scheuner                | 2263          |
|                                                                    | - Elektrisches Spielzeug | 153+51            | 6. Juni               | 1.760.000     | Harry Scheuner                | 2264          |
|                                                                    | Serie: Bedrohte Tierarten - Bauchige Windelschnecke | 51                | 6. Juni               | 50.000.000    | Günter Jacki                  | 2265          |
|                                                                    | - Flussperlmuschel Gemeinschaftsausgabe mit Tschechien | 56                | 6. Juni               | 30.100.000    | Günter Jacki                  | 2266          |
|                                                                    | 100. Geburtstag von Ernst Wilhelm Nay | 56                | 6. Juni               | 40.000.000    | Ernst und Lorli Jünger        | 2267          |
|                                                                    | Briefmarkenblock – Deutsche National- und Naturparke - Nationalpark Hochharz                                                                              | 56                | 4. Juli               | 7.000.000     | Detlef Glinski                | Block 59 2268 |
|                                                                    | 150 Jahre Germanisches Nationalmuseum, Nürnberg | 56                | 4. Juli               | 30.000.000    | Olaf Jäger, Regina Winkler    | 2269          |
|                                                                    | 125. Geburtstag von Hermann Hesse | 56                | 4. Juli               | 25.000.000    | Corinna Rogger                | 2270          |
|                                                                    | Deutsche Welthungerhilfe | 51                | 4. Juli               | 30.000.000    | Peter und Regina Steiner      | 2271          |
|                                                                    | Serie: Europa - Zirkus Selbstklebend aus Rollen | 56                | 4. Juli               | 38.578.000    | Detlef Glinski                | 2272          |
|                                                                    | Aufrechte Demokraten: Josef Felder | 56                | 8. August             | 25.000.000    | Gerd Aretz, Oliver Aretz      | 2273          |
|                                                                    | Serie Kultur- und Naturerbe der Menschheit - Museumsinsel Berlin                                                                                          | 56                | 8. August             | 22.560.000    | Heinz Schillinger             | 2274          |
|                                                                    | Freiwillige Feuerwehr | 56                | 8. August             | 30.000.000    | Paul Effert                   | 2275          |
|                                                                    | Museum für Kommunikation Berlin | 153               | 8. August             | 40.000.000    | Corinna Rogger                | 2276          |
|                                                                    | Gartenreich Dessau-Wörlitz selbstklebend aus Markenheftchen                                                                                               | 56                | 8. August             | 76.920.000    | Hannelore Heise               | 2277 MH 49    |
|                                                                    | Hochwasserhilfe 2002 In ähnlicher Zeichnung 1998 herausgegeben                                                                                            | 56+44             | 30. August            | 6.740.000     | Manfred Gottschall            | 2278          |
|                                                                    | Serie: Deutsche Malerei des 20. Jahrhunderts - Rotes Elisabeth-Ufer von Ernst Ludwig Kirchner                                                             | 112               | 5. September          | 30.000.000    | Ernst und Lorli Jünger        | 2279          |
|                                                                    | Briefmarkenblock – Für uns Kinder - Kinderfuß mit Zehfigur                                                                                                | 56                | 5. September          | 8.000.000     | Birgit Hogrefe                | Block 60 2280 |
|                                                                    | Archäologie in Deutschland Grundmauern eines Badegebäudes (römische Villa von Wurmlingen) mit Pfostenspuren eines eingebauten frühalamannischen Speichers | 51                | 5. September          | 40.000.000    | Jünger & Michel               | 2281          |
|                                                                    | 400. Geburtstag von Otto von Guericke | 153               | 10. Oktober           | 30.000.000    | Christof Gassner              | 2282          |
|                                                                    | 225. Geburtstag von Heinrich von Kleist | 56                | 10. Oktober           | 30.000.000    | Ingo Wulff                    | 2283          |
|                                                                    | 100. Geburtstag von Eugen Jochum | 56                | 10. Oktober           | 25.000.000    | Gerhard Lienemeyer            | 2284          |
|                                                                    | Plusmarken-Serie: Weihnachten - Die Verkündigung – Ausschnitt aus Gemälde von Rogier van der Weyden                                                       | 51+26             | 7. November           | 3.100.000     | Detlef Glinski                | 2285          |
|                                                                    | - Die Heilige Familie – Ausschnitt aus Miraflores-Altar von Rogier van der Weyden                                                                         | 56+26             | 7. November           | 5.650.000     | Detlef Glinski                | 2286          |
|                                                                    | 50 Jahre Bundeszentrale für politische Bildung | 56                | 7. November           | 30.000.000    | Angela Kühn                   | 2287          |
|                                                                    | 50 Jahre Deutsches Fernsehen | 56                | 7. November           | 30.000.000    | Andrea Acker                  | 2288          |
|                                                                    | Serie: Für die Wohlfahrt – Oldtimer-Automobile - BMW Isetta 300                                                                                           | 45+20             | 5. Dezember           | 4.580.000     | Ernst und Lorli Jünger        | 2289          |
|                                                                    | - Trabant P 50 | 55+25             | 5. Dezember           | 6.000.000     | Ernst und Lorli Jünger        | 2290          |
|                                                                    | - Mercedes-Benz 300 SL | 55+25             | 5. Dezember           | 6.800.000     | Ernst und Lorli Jünger        | 2291          |
|                                                                    | - VW Käfer | 55+25             | 5. Dezember           | 7.300.000     | Ernst und Lorli Jünger        | 2292          |
|                                                                    | - Borgward Isabella Coupé | 144+56            | 5. Dezember           | 5.900.000     | Ernst und Lorli Jünger        | 2293          |
|                                                                    | Serie: Deutsche Malerei des 20. Jahrhunderts - Marktkirche von Halle von Lyonel Feininger                                                                 | 55                | 5. Dezember           | 130.000.000   | Ernst und Lorli Jünger        | 2294          |
| (vorgreifende Wertstufen für die ab 1.1.2003 gültigen Portopreise) | |                   |                       |               |                               |               |
| Bild                                                               | Beschreibung | Werte in Euro     | Ausgabe- datum (2002) | Auflage       | Entwurf                       | Mi.-Nr.       |
|                                                                    | Dauermarkenserie: Sehenswürdigkeiten - Berliner Philharmonie                                                                                              | 0,44              | 27. Dezember          | 85.421.000    | Sibylle und Fritz Haase       | 2298          |
|                                                                    | - Tönninger Packhaus | 0,45              | 27. Dezember          | 181.824.000   | Sibylle und Fritz Haase       | 2299          |
|                                                                    | - Tönninger Packhaus selbstklebend aus Markenheftchen und Rollen – teilweise oben und unten geschnitten                                                   | 0,45              | 27. Dezember          | 24.000.000    | Sibylle und Fritz Haase       | 2303 MH 50    |
|                                                                    | - Alte Oper Frankfurt | 0,55              | 27. Dezember          | 540.955.000   | Sibylle und Fritz Haase       | 2300          |
|                                                                    | - Alte Oper Frankfurt selbstklebend aus Markenheftchen und Rollen – teilweise oben und unten geschnitten                                                  | 0,55              | 27. Dezember          | 600.000.000   | Sibylle und Fritz Haase       | 2304 MH 50    |
|                                                                    | - Porta Nigra Trier | 1,00              | 27. Dezember          | 119.180.000   | Sibylle und Fritz Haase       | 2301          |
|                                                                    | - Bauhaus Dessau | 1,60              | 27. Dezember          | 78.760.000    | Sibylle und Fritz Haase       | 2302          |
|                                                                    | Dauermarkenserie: Frauen der deutschen Geschichte - Annette von Droste-Hülshoff                                                                           | 0,45 €            | 27. Dezember          | 220.320.000   | Gerd Aretz, Oliver Aretz      | 2295          |
|                                                                    | - Hildegard Knef | 0,55 €            | 27. Dezember          | 1.143.260.000 | Gerd Aretz, Oliver Aretz      | 2296          |
|                                                                    | - Esther von Kirchbach | 1,44 €            | 27. Dezember          | 243.900.000   | Gerd Aretz, Oliver Aretz      | 2297          |
| Automatenmarken                                                    | |                   |                       |               |                               |               |
| Bild                                                               | Beschreibung | Werte in Euro     | Ausgabe- datum (2002) | Auflage       | Entwurf                       | Mi.-Nr.       |
|                                                                    | Postembleme (drei Posthörner) | 0,01-36,81        | 1. Januar             | unbekannt     | Peter Zepp                    | 4             |
|                                                                    | Briefkasten | 0,01-36,81        | 4. April              | unbekannt     | Andreas Ahrens                | 5             |

### Blockausgaben

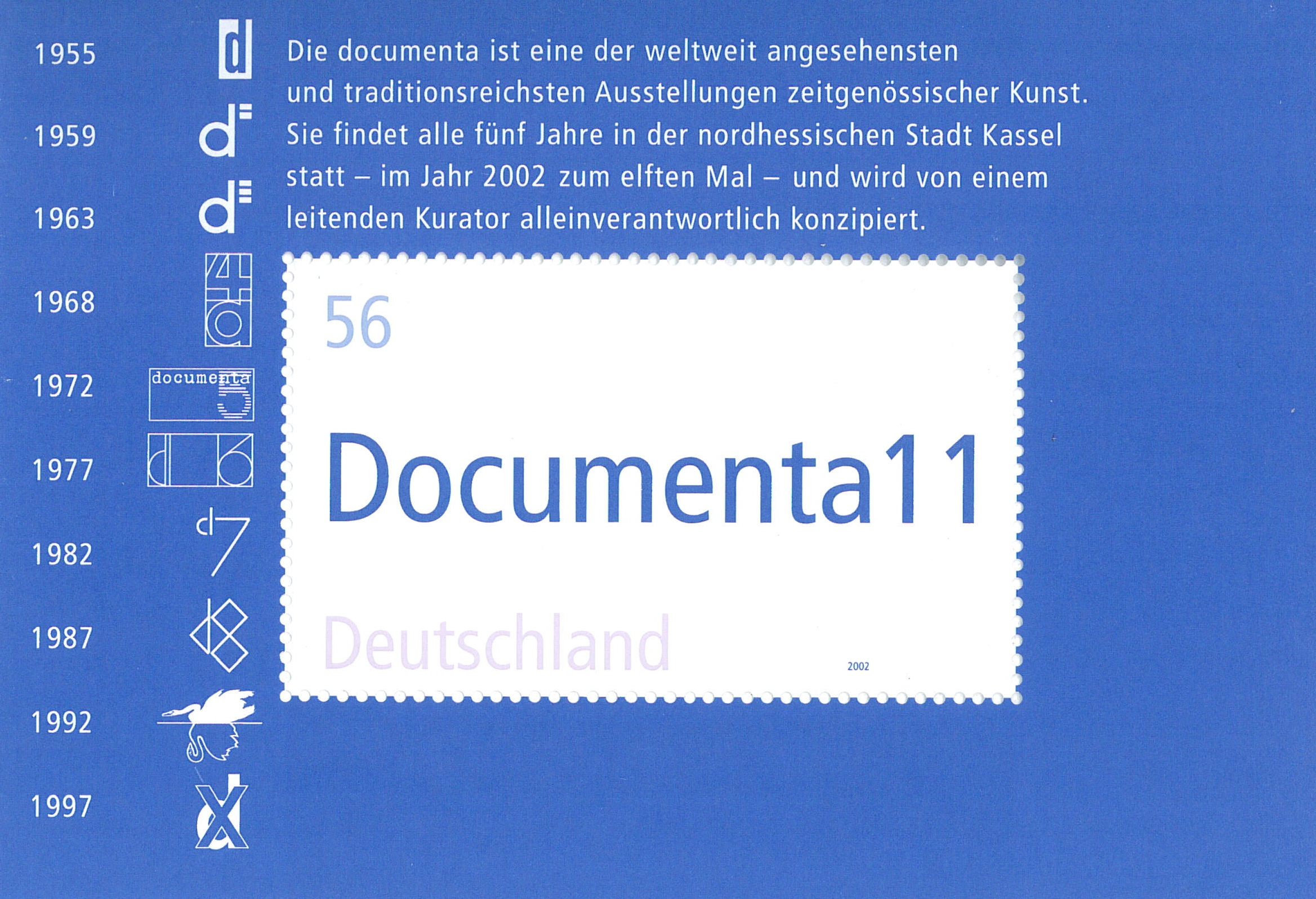
Block 58: 11. documenta

## Portokosten 2002
Portokosten (Auswahl) für Versand innerhalb Deutschlands
- 0,51 € – Postkarte
- 0,56 € – Standardbrief (bis 20 g)
- 1,12 € – Kompaktbrief (bis 50 g)
- 1,53 € – Großbrief (bis 500 g)
- 2,25 € – Maxibrief (bis 1000 g)
- 3,78 € – Maxibrief Überformat
- 0,41 € – Infobrief Standard (ab 50 Stück)
- 3,68 € – Päckchen (bis 2 kg)